# Tony Benn
Anthony Neil Wedgwood „Tony“ Benn (3. dubna 1925 Londýn – 14. března 2014 Londýn) byl britský politik, člen Labouristické strany. Byl ministrem průmyslu ve vládě Harolda Wilsona (1966–1970) a ministrem energetiky ve vládě Jamese Callaghana (1975–1979). Byl dlouholetým poslancem britského parlamentu (v letech 1963–1983 za obvod Bristol South East a v letech 1984–2001 za Chesterfield). Byl reprezentantem levého křídla Labour Party; označení „bennite“ odvozené od jeho jména značí v britské politice demokratického radikála. Byl kritikem zahraniční politiky labouristické vlády Tonyho Blaira; přičemž samotného Blaira obvinil z válečných zločinů. V roce 2002 se umístil v anketě 100 největších Britů na 97. místě.

## Dílo
- Levellers and the English Democratic Tradition (1976)
- Why America Needs Democratic Socialism (1978)
- Prospects, Amalgamated Union of Engineering Workers (1979)
- Case for Constitutional Civil Service (1980)
- Case for Party Democracy (1980)
- Arguments for Socialism (1980)
- Arguments for Democracy (1981)
- European Unity: A New Perspective (1981)
- Parliament and Power: Agenda for a Free Society (1982)
- Common Sense: New Constitution for Britain (1993)
- Free Radical: New Century Essays (2004)
- Dare to Be a Daniel: Then and Now (2004)
- Letters To My Grandchildren: Thoughts On The Future (2010)